# Municipio de Indian Creek (condado de Monroe)
El municipio de Indian Creek (en inglés: Indian Creek Township) es un municipio ubicado en el condado de Monroe en el estado estadounidense de Indiana. En el año 2010 tenía una población de 1634 habitantes y una densidad poblacional de 17,98 personas por km².

## Geografía
El municipio de Indian Creek se encuentra ubicado en las coordenadas 39°3′1″N 86°37′35″O / 39.05028, -86.62639. Según la Oficina del Censo de los Estados Unidos, el municipio tiene una superficie total de 90.9 km², de la cual 90.82 km² corresponden a tierra firme y (0.09%) 0.08 km² es agua.

## Demografía
Según el censo de 2010, había 1634 personas residiendo en el municipio de Indian Creek. La densidad de población era de 17,98 hab./km². De los 1634 habitantes, el municipio de Indian Creek estaba compuesto por el 97.25% blancos, el 0.37% eran afroamericanos, el 0.55% eran amerindios, el 0.43% eran asiáticos, el 0.06% eran isleños del Pacífico, el 0.55% eran de otras razas y el 0.8% pertenecían a dos o más razas. Del total de la población el 1.41% eran hispanos o latinos de cualquier raza.